# Casa des de Pau
Casa des de Pau és una obra a Bagergue, al municipi de Naut Aran (Vall d'Aran) inclosa a l'Inventari del Patrimoni Arquitectònic de Catalunya.

## Descripció
Ens trobem davant el reaprofitament d'una llinda (que es trobava en desús) d'una porta vella, ara situada en una porta moderna. Aquesta llinda antiga està feta d'una sola peça de pedra. Com se sol fer en aquest estil, la llinda porta per la seva part d'abaix un xamfrà parat que correspon a la part alta del marc de la porta. A la part central de la llinda, dins un rectangle acabat en dues puntes i en baix relleu, trobem escrit: ART. ESA